# Kalyani
Kalyani là một thành phố và khu đô thị của quận Nadia thuộc bang Tây Bengal, Ấn Độ.

## Địa lý
Kalyani có vị trí 22°59′B 88°29′Đ / 22,98°B 88,48°Đ Nó có độ cao trung bình là 11 mét (36 feet).

## Nhân khẩu
Theo điều tra dân số năm 2001 của Ấn Độ, Kalyani có dân số 81.984 người. Phái nam chiếm 51% tổng số dân và phái nữ chiếm 49%. Kalyani có tỷ lệ 72% biết đọc biết viết, cao hơn tỷ lệ trung bình toàn quốc là 59,5%: tỷ lệ cho phái nam là 77%, và tỷ lệ cho phái nữ là 65%. Tại Kalyani, 9% dân số nhỏ hơn 6 tuổi.